# Giro del Delfinato 2011
Il Giro del Delfinato 2011, sessantatreesima edizione della corsa e valevole come quindicesima prova del UCI World Tour 2011, si è svolto in sette tappe precedute da un cronoprologo dal 5 al 12 giugno 2011, per un percorso totale di 1 064,4 km. È stato vinto dal britannico Bradley Wiggins della Sky Procycling, che ha concluso in 26h40'51".

## Tappe
| Tappa  | Data      | Percorso                                       | km      | Vincitore di tappa    | Leader cl. generale |
| ------ | --------- | ---------------------------------------------- | ------- | --------------------- | ------------------- |
| P      | 5 giugno  | Saint-Jean-de-Maurienne (cron. individuale)    | 5,4     | Lars Boom             | Lars Boom           |
| 1ª     | 6 giugno  | Albertville > Saint-Pierre-de-Chartreuse       | 144     | Jurgen Van Den Broeck | Aleksandr Vinokurov |
| 2ª     | 7 giugno  | Voiron > Lione                                 | 179     | John Degenkolb        | Aleksandr Vinokurov |
| 3ª     | 8 giugno  | Grenoble > Grenoble (cron. individuale)        | 42,5    | Tony Martin           | Bradley Wiggins     |
| 4ª     | 9 giugno  | La Motte-Servolex > Mâcon                      | 173,5   | John Degenkolb        | Bradley Wiggins     |
| 5ª     | 10 giugno | Parc des Oiseaux-Villars-les-Dombes > Les Gets | 210     | Christophe Kern       | Bradley Wiggins     |
| 6ª     | 11 giugno | Les Gets > Le Collet d'Allevard                | 192,5   | Joaquim Rodríguez     | Bradley Wiggins     |
| 7ª     | 12 giugno | Pontcharra > La Toussuire                      | 117,5   | Joaquim Rodríguez     | Bradley Wiggins     |
| Totale | Totale    | Totale                                         | 1 064,4 |                       |                     |

## Squadre e corridori partecipanti
| N.      | Cod. | Squadra                     |
| ------- | ---- | --------------------------- |
| 1-8     | RSH  | Team RadioShack             |
| 11-18   | AST  | Pro Team Astana             |
| 21-28   | THR  | HTC-Highroad                |
| 31-38   | OLO  | Omega Pharma-Lotto          |
| 41-48   | SJS  | Saur-Sojasun                |
| 51-58   | COF  | Cofidis, le Crédit en Ligne |
| 61-68   | ALM  | AG2R La Mondiale            |
| 71-78   | BMC  | BMC Racing Team             |
| 81-88   | RAB  | Rabobank Cycling Team       |
| 91-98   | LIQ  | Liquigas-Cannondale         |
| 101-108 | EUS  | Euskaltel-Euskadi           |

| N.      | Cod. | Squadra                |
| ------- | ---- | ---------------------- |
| 111-118 | GRM  | Team Garmin-Cervélo    |
| 121-128 | SKY  | Sky Procycling         |
| 131-138 | EUC  | Team Europcar          |
| 141-148 | KAT  | Katusha Team           |
| 151-158 | FDJ  | FDJ                    |
| 161-168 | MOV  | Movistar Team          |
| 171-178 | QST  | Quickstep Cycling Team |
| 181-188 | LEO  | Team Leopard-Trek      |
| 191-198 | SBS  | Saxo Bank-Sungard      |
| 201-208 | LAM  | Lampre-ISD             |
| 211-218 | VCD  | Vacansoleil-DCM        |

## Dettagli delle tappe

### Prologo
- 5 giugno: Saint-Jean-de-Maurienne – Cronometro individuale – 5,4 km

Risultati
| Pos. | Corridore           | Squadra        | Tempo |
| ---- | ------------------- | -------------- | ----- |
| 1    | Lars Boom           | Rabobank       | 6'18" |
| 2    | Aleksandr Vinokurov | Astana         | a 2"  |
| 3    | Bradley Wiggins     | Sky Procycling | a 5"  |

| Pos. | Corridore           | Squadra        | Tempo |
| ---- | ------------------- | -------------- | ----- |
| 1    | Lars Boom           | Rabobank       | 6'18" |
| 2    | Aleksandr Vinokurov | Astana         | a 2"  |
| 3    | Bradley Wiggins     | Sky Procycling | a 5"  |

### 1ª tappa
- 6 giugno: Albertville > Saint-Pierre-de-Chartreuse – 144 km

Risultati
| Pos. | Corridore             | Squadra      | Tempo    |
| ---- | --------------------- | ------------ | -------- |
| 1    | Jurgen Van Den Broeck | Omega Pharma | 3h36'42" |
| 2    | Joaquim Rodríguez     | Katusha      | a 6"     |
| 3    | Cadel Evans           | BMC          | a 7"     |

| Pos. | Corridore             | Squadra      | Tempo    |
| ---- | --------------------- | ------------ | -------- |
| 1    | Aleksandr Vinokurov   | Astana       | 3h43'09" |
| 2    | Jurgen Van Den Broeck | Omega Pharma | a 5"     |
| 3    | Cadel Evans           | BMC          | a 7"     |

### 2ª tappa
- 7 giugno: Voiron > Lione – 179 km

Risultati
| Pos. | Corridore         | Squadra      | Tempo    |
| ---- | ----------------- | ------------ | -------- |
| 1    | John Degenkolb    | HTC-Highroad | 4h02'39" |
| 2    | Samuel Dumoulin   | Cofidis      | s.t.     |
| 3    | Sébastien Hinault | AG2R La Mon. | s.t.     |

| Pos. | Corridore             | Squadra        | Tempo    |
| ---- | --------------------- | -------------- | -------- |
| 1    | Aleksandr Vinokurov   | Astana         | 7h45'48" |
| 2    | Jurgen Van Den Broeck | Omega Pharma   | a 11"    |
| 3    | Bradley Wiggins       | Sky Procycling | s.t.     |

### 3ª tappa
- 8 giugno: Grenoble > Grenoble – Cronometro individuale – 42,5 km

Risultati
| Pos. | Corridore            | Squadra        | Tempo  |
| ---- | -------------------- | -------------- | ------ |
| 1    | Tony Martin          | HTC-Highroad   | 55'27" |
| 2    | Bradley Wiggins      | Sky Procycling | a 11"  |
| 3    | Edvald Boasson Hagen | Sky Procycling | a 43"  |

| Pos. | Corridore       | Squadra        | Tempo    |
| ---- | --------------- | -------------- | -------- |
| 1    | Bradley Wiggins | Sky Procycling | 8h41'37" |
| 2    | Cadel Evans     | BMC            | a 1'11"  |
| 3    | Janez Brajkovič | RadioShack     | a 1'21"  |

### 4ª tappa
- 9 giugno: La Motte-Servolex > Mâcon – 173,5 km

Risultati
| Pos. | Corridore            | Squadra        | Tempo    |
| ---- | -------------------- | -------------- | -------- |
| 1    | John Degenkolb       | HTC-Highroad   | 4h15'41" |
| 2    | Edvald Boasson Hagen | Sky Procycling | s.t.     |
| 3    | Juan José Haedo      | Saxo Bank      | s.t.     |

| Pos. | Corridore       | Squadra        | Tempo     |
| ---- | --------------- | -------------- | --------- |
| 1    | Bradley Wiggins | Sky Procycling | 12h57'18" |
| 2    | Cadel Evans     | BMC            | a 1'11"   |
| 3    | Janez Brajkovič | RadioShack     | a 1'21"   |

### 5ª tappa
- 10 giugno: Parc des Oiseaux-Villars-les-Dombes > Les Gets – 210 km

Risultati
| Pos. | Corridore            | Squadra   | Tempo    |
| ---- | -------------------- | --------- | -------- |
| 1    | Christophe Kern      | Europcar  | 5h05'03" |
| 2    | Chris Anker Sørensen | Saxo Bank | a 7"     |
| 3    | Thomas Voeckler      | Europcar  | a 9"     |

| Pos. | Corridore       | Squadra        | Tempo     |
| ---- | --------------- | -------------- | --------- |
| 1    | Bradley Wiggins | Sky Procycling | 18h02'30" |
| 2    | Cadel Evans     | BMC            | a 1'11"   |
| 3    | Janez Brajkovič | RadioShack     | a 1'21"   |

### 6ª tappa
- 11 giugno: Les Gets > Le Collet d'Allevard – 192,5 km

Risultati
| Pos. | Corridore             | Squadra      | Tempo    |
| ---- | --------------------- | ------------ | -------- |
| 1    | Joaquim Rodríguez     | Katusha      | 5h12'47" |
| 2    | Robert Gesink         | Rabobank     | a 31"    |
| 3    | Jurgen Van Den Broeck | Omega Pharma | a 39"    |

| Pos. | Corridore           | Squadra        | Tempo     |
| ---- | ------------------- | -------------- | --------- |
| 1    | Bradley Wiggins     | Sky Procycling | 23h16'11" |
| 2    | Cadel Evans         | BMC            | a 1'26"   |
| 3    | Aleksandr Vinokurov | Astana         | a 1'52"   |

### 7ª tappa
- 13 giugno: Pontcharra > La Toussuire – 117,5 km

Risultati
| Pos. | Corridore         | Squadra  | Tempo    |
| ---- | ----------------- | -------- | -------- |
| 1    | Joaquim Rodríguez | Katusha  | 3h24'30" |
| 2    | Thibaut Pinot     | FDJ      | a 7"     |
| 3    | Robert Gesink     | Rabobank | s.t.     |

| Pos. | Corridore           | Squadra        | Tempo     |
| ---- | ------------------- | -------------- | --------- |
| 1    | Bradley Wiggins     | Sky Procycling | 26h40'51" |
| 2    | Cadel Evans         | BMC            | a 1'26"   |
| 3    | Aleksandr Vinokurov | Astana         | a 1'49"   |

## Evoluzione delle classifiche
| Tappa              | Vincitore             | Classifica generale Maglia gialla | Classifica a punti Maglia verde | Classifica scalatori Maglia rossa a pois | Classifica giovani Maglia bianca | Classifica a squadre  |
| ------------------ | --------------------- | --------------------------------- | ------------------------------- | ---------------------------------------- | -------------------------------- | --------------------- |
| Prol.              | Lars Boom             | Lars Boom                         | Lars Boom                       | Sébastien Hinault                        | John Degenkolb                   | Rabobank Cycling Team |
| 1ª                 | Jurgen Van Den Broeck | Aleksandr Vinokurov               | Aleksandr Vinokurov             | Jurgen Van Den Broeck                    | Edvald Boasson Hagen             | Sky Procycling        |
| 2ª                 | John Degenkolb        | Aleksandr Vinokurov               | Joaquim Rodríguez               | Jurgen Van Den Broeck                    | Rob Ruijgh                       | Sky Procycling        |
| 3ª                 | Tony Martin           | Bradley Wiggins                   | Bradley Wiggins                 | Jurgen Van Den Broeck                    | Rui Costa                        | Sky Procycling        |
| 4ª                 | John Degenkolb        | Bradley Wiggins                   | John Degenkolb                  | Leonardo Duque                           | Rui Costa                        | Sky Procycling        |
| 5ª                 | Christophe Kern       | Bradley Wiggins                   | John Degenkolb                  | Leonardo Duque                           | Rui Costa                        | AG2R La Mondiale      |
| 6ª                 | Joaquim Rodríguez     | Bradley Wiggins                   | Joaquim Rodríguez               | Leonardo Duque                           | Jérôme Coppel                    | Team Europcar         |
| 7ª                 | Joaquim Rodríguez)    | Bradley Wiggins                   | Joaquim Rodríguez               | Joaquim Rodríguez                        | Jérôme Coppel                    | Team Europcar         |
| Classifiche finali | Classifiche finali    | Bradley Wiggins                   | Joaquim Rodríguez               | Joaquim Rodríguez                        | Jérôme Coppel                    | Team Europcar         |

## Classifiche finali

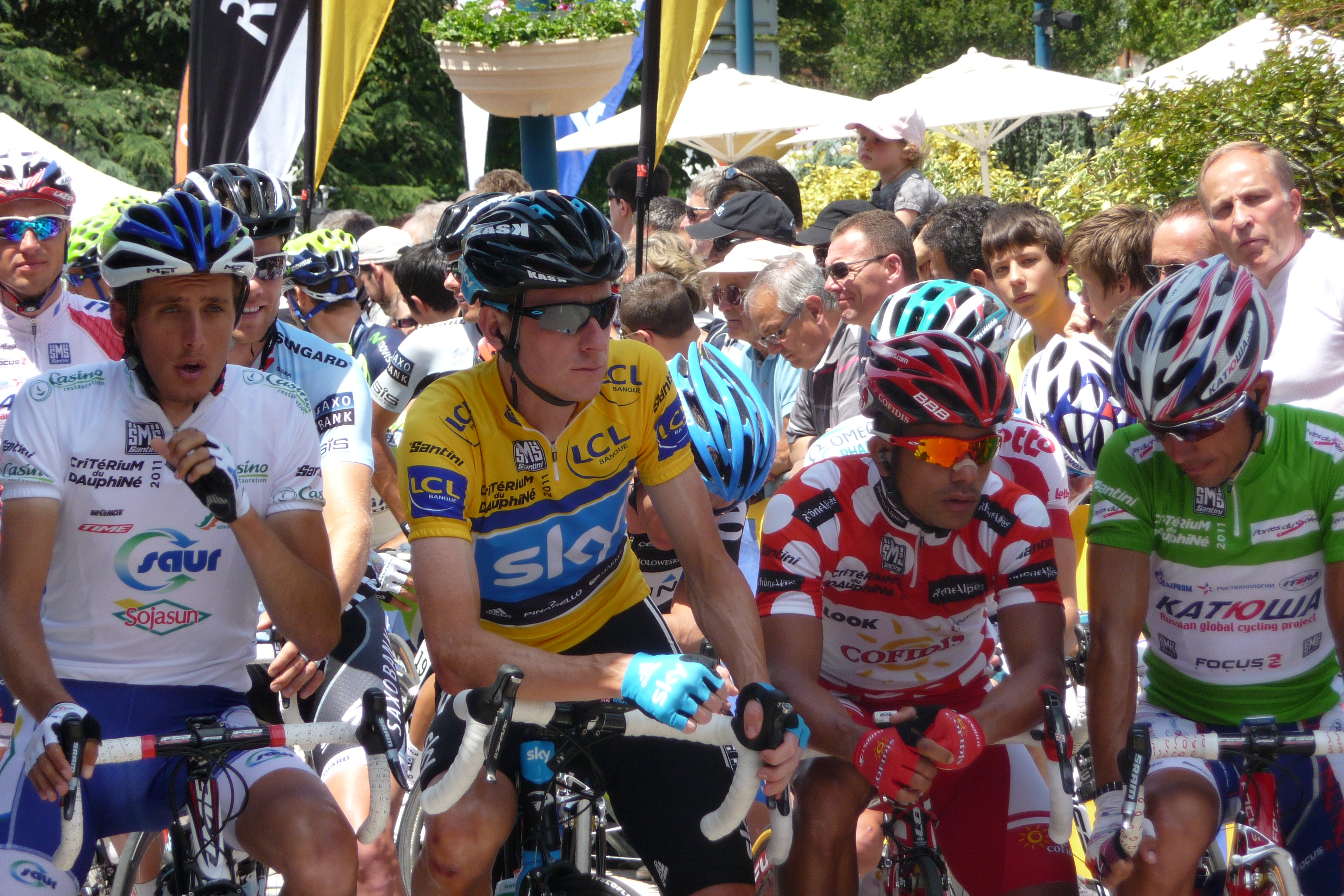
Le quattro maglie (Jérôme Coppel, Bradley Wiggins, Leonardo Duque e Joaquim Rodríguez) alla partenza da Pontcharra

### Classifica generale - Maglia gialla
| Pos. | Corridore              | Squadra        | Tempo     |
| ---- | ---------------------- | -------------- | --------- |
| 1    | Bradley Wiggins        | Sky Procycling | 26h40'51" |
| 2    | Cadel Evans            | BMC            | a 1'26"   |
| 3    | Aleksandr Vinokurov    | Astana         | a 1'49"   |
| 4    | Jurgen Van Den Broeck  | Omega Pharma   | a 2'10"   |
| 5    | Joaquim Rodríguez      | Katusha        | a 2'51"   |
| 6    | Christophe Kern        | Europcar       | a 3'05"   |
| 7    | Jean-Christophe Péraud | AG2R La Mon.   | a 3'30"   |
| 8    | Kanstancin Siŭcoŭ      | HTC-Highroad   | a 4'14"   |
| 9    | Janez Brajkovič        | RadioShack     | a 4'22"   |
| 10   | Thomas Voeckler        | Europcar       | a 4'31"   |

### Classifica a punti - Maglia verde
| Pos. | Corridore             | Squadra        | Punti |
| ---- | --------------------- | -------------- | ----- |
| 1    | Joaquim Rodríguez     | Katusha        | 86    |
| 2    | Aleksandr Vinokurov   | Astana         | 65    |
| 3    | Bradley Wiggins       | Sky Procycling | 61    |
| 4    | Jurgen Van Den Broeck | Omega Pharma   | 55    |
| 5    | Thomas Voeckler       | Europcar       | 48    |

### Classifica scalatori - Maglia rossa a pois
| Pos. | Corridore             | Squadra      | Punti |
| ---- | --------------------- | ------------ | ----- |
| 1    | Joaquim Rodríguez     | Katusha      | 63    |
| 2    | Robert Gesink         | Rabobank     | 53    |
| 3    | Jurgen Van Den Broeck | Omega Pharma | 49    |
| 4    | Leonardo Duque        | Cofidis      | 45    |
| 5    | Aleksandr Vinokurov   | Astana       | 43    |

### Classifica giovani - Maglia bianca
| Pos. | Corridore      | Squadra      | Tempo     |
| ---- | -------------- | ------------ | --------- |
| 1    | Jérôme Coppel  | Saur-Sojasun | 26h48'04" |
| 2    | Rob Ruijgh     | Vacansoleil  | a 1'49"   |
| 3    | Andrej Zejc    | Astana       | a 4'29"   |
| 4    | Thibaut Pinot  | FDJ          | a 5'41"   |
| 5    | Pierre Rolland | Europcar     | a 5'55"   |

### Classifica a squadre - Numero giallo
| Pos. | Squadra          | Tempo     |
| ---- | ---------------- | --------- |
| 1    | Team Europcar    | 80h22'25" |
| 2    | Pro Team Astana  | a 10'00"  |
| 3    | AG2R La Mondiale | a 10'19"  |
| 4    | HTC-Highroad     | a 19'38"  |
| 5    | Team RadioShack  | a 20'16"  |

## Punteggi UCI
| Pos. | Corridore              | Squadra        | Punti |
| ---- | ---------------------- | -------------- | ----- |
| 1    | Bradley Wiggins        | Sky Procycling | 106   |
| 2    | Cadel Evans            | BMC            | 82    |
| 3    | Aleksandr Vinokurov    | Astana         | 78    |
| 4    | Jurgen Van Den Broeck  | Omega Pharma   | 69    |
| 5    | Joaquim Rodríguez      | Katusha        | 68    |
| 6    | Jean-Christophe Péraud | AG2R La Mon.   | 30    |
| 7    | Kanstancin Siŭcoŭ      | HTC-Highroad   | 20    |
| 8    | John Degenkolb         | HTC-Highroad   | 13    |
| 9    | Janez Brajkovič        | RadioShack     | 11    |
| 10   | Lars Boom              | Rabobank       | 6     |
| 11   | Tony Martin            | HTC-Highroad   | 6     |
| 12   | Edvald Boasson Hagen   | Sky Procycling | 6     |
| 13   | Robert Gesink          | Rabobank       | 6     |
| 14   | Chris Anker Sørensen   | Saxo Bank      | 4     |
| 15   | Juan José Haedo        | Saxo Bank      | 2     |
| 16   | Sébastien Hinault      | AG2R La Mon.   | 2     |
| 17   | David Zabriskie        | Garmin         | 1     |
| 18   | Blel Kadri             | AG2R La Mon.   | 1     |
| 19   | Nicolas Roche          | AG2R La Mon.   | 1     |
| 20   | Paul Martens           | Rabobank       | 1     |
| 21   | Tomas Vaitkus          | Astana         | 1     |

| Pos. | Squadra               | Punti |
| ---- | --------------------- | ----- |
| 1    | Sky Procycling        | 112   |
| 2    | BMC Racing Team       | 82    |
| 3    | Pro Team Astana       | 79    |
| 4    | Omega Pharma-Lotto    | 69    |
| 5    | Katusha Team          | 68    |
| 8    | AG2R La Mondiale      | 34    |
| 9    | HTC-Highroad          | 39    |
| 10   | Rabobank Cycling Team | 13    |
| 11   | Team RadioShack       | 11    |
| 12   | Saxo Bank-Sungard     | 6     |
| 13   | Team Garmin-Cervélo   | 1     |

| Pos. | Nazione     | Punti |
| ---- | ----------- | ----- |
| 1    | Regno Unito | 106   |
| 2    | Australia   | 82    |
| 3    | Kazakistan  | 78    |
| 4    | Belgio      | 69    |
| 5    | Spagna      | 68    |
| 6    | Francia     | 33    |
| 7    | Bielorussia | 20    |
| 8    | Germania    | 20    |
| 9    | Paesi Bassi | 12    |
| 10   | Slovenia    | 11    |
| 11   | Norvegia    | 6     |
| 12   | Danimarca   | 4     |
| 13   | Argentina   | 2     |
| 14   | Stati Uniti | 1     |
| 15   | Irlanda     | 1     |
| 16   | Lituania    | 1     |